# Valentin, papa
Valentin, papa od kolovoz 827. do rujan 827. godine.